# مسجد العباس (الأحساء)
مسجد العباس؛ يعد المسجد من أهم وأبرز وأكبر مساجد الشيعة بالمملكة يقع بمطيرفي في مدينة الأحساء بالمنطقة الشرقية بالمملكة العربية السعودية وهو مسجد للشيعي، أعيد أعمار بين سنة (2007/2008)، افتتاحه محمد علي العلي، يوم عيد الغدير الشيعي،
واقبل الكثيرين من الوفود من المصليين والزائرين لهذا المسجد عند افتتاحه، أصبح ذو روعة كبيرة يأتون له الزوار من ابعد الأماكن. اتم بنائه على هيئة (حضرات) على يد مصمم إيراني، تتواجد بداخله صخرة تدعى بصخرة العباس، كلف بنائه نحو 3 ملايين ريـال سعودي.